# Callechelys galapagensis
Callechelys galapagensis är en fiskart som beskrevs av Mccosker och Richard H. Rosenblatt 1972. Callechelys galapagensis ingår i släktet Callechelys och familjen Ophichthidae. IUCN kategoriserar arten globalt som otillräckligt studerad. Inga underarter finns listade.